# Avi Strul
Avi Strul (Hebreeuws: אבי סטרול) (Tel Aviv, 18 september 1980) is een voetballer uit Israël die speelt bij Maccabi Tel Aviv. 
Strul sloot zich op tienjarige leeftijd aan bij Maccabi Tel Aviv. In 2006 speelde hij voor  Maccabi Netanya. Na twee seizoen verhuisde hij naar Sporting Lokeren. Voor het seizoen 2010/2011 keerde hij terug naar zijn oude club Maccabi Tel Aviv.

## Spelerscarrière
| seizoen   | club             | land   | klasse             | wedstr | goals |
| --------- | ---------------- | ------ | ------------------ | ------ | ----- |
| 1999/2000 | Maccabi Tel Aviv | Israël | Ligat Ha'Al        | 1      | 0     |
| 2000/2001 | Maccabi Tel Aviv | Israël | Ligat Ha'Al        | 11     | 0     |
| 2001/2002 | Maccabi Tel Aviv | Israël | Ligat Ha'Al        | 21     | 0     |
| 2002/2003 | Maccabi Tel Aviv | Israël | Ligat Ha'Al        | 0      | 0     |
| 2003/2004 | Maccabi Tel Aviv | Israël | Ligat Ha'Al        | 18     | 0     |
| 2004/2005 | Maccabi Tel Aviv | Israël | Ligat Ha'Al        | 26     | 1     |
| 2005/2006 | Maccabi Tel Aviv | Israël | Ligat Ha'Al        | 20     | 0     |
| 2006/2007 | Maccabi Netanya  | Israël | Ligat Ha'Al        | 29     | 0     |
| 2007/2008 | Maccabi Netanya  | Israël | Ligat Ha'Al        | 24     | 0     |
| 2008/2009 | Sporting Lokeren | België | Jupiler Pro League | 24     | 1     |
| 2009/2010 | Sporting Lokeren | België | Jupiler League     | 21     | 0     |
| 2009/2010 | Sporting Lokeren | België | Play-Off II A      | 3      | 0     |
| 2010/2011 | Maccabi Tel Aviv | Israël | Ligat Ha'Al        | 3      | 0     |
|           |                  |        | Totaal             | 201    | 2     |

Laatst bijgewerkt:01/07/10